# Primul dictat de la Viena

Primul Arbitraj de la Viena și alte achiziții teritoriale

Primul Arbitraj de la Viena a avut loc în 2 noiembrie 1938, la Viena, în Palatul Belvedere. Prin acest arbitraj internațional, zone din Slovacia de sud și partea sud-vestică a Ruteniei Carpatice, au fost desprinse din teritoriul Cehoslovaciei și atribuite Ungariei, conduse de regentul Miklós Horthy. În acest fel Ungaria revizionistă, sprijinită fățiș de cei doi „arbitri”, Germania nazistă și Italia fascistă, recâștiga controlul acestor zone (care aparțin în prezent Slovaciei și Ucrainei). Aceste zone, locuite compact de etnici maghiari, fuseseră pierdute de Ungaria prin Tratatul de la Trianon, din 1920, în urma Primului Război Mondial, când s-a dizolvat Austro-Ungaria și de atunci încercase, prin toate mijloacele, să le recupereze. Primul arbitraj de la Viena a fost un rezultat direct al Înțelegerii de la München din 30 septembrie 1938. După terminarea celui de-al Doilea Război Mondial, Tratatele de la Paris din 1947 au declarat arbitrajul nul ab initio și l-au anulat de facto.

## Preludiu

### Înaintea negocierilor
Actul, realizat în favoarea Ungariei, a fost o consecință a Acordului de la München. Împreună cu Acordul de la München, a făcut parte din planul Germaniei pentru dizolvarea Cehoslovaciei. Ungaria plănuia deschis să anexeze fostele teritorii ungurești din Slovacia și Rutenia Subcarpatică, numită și Rutenia Carpatică sau Rutenia Transcarpatică. Inițial, a existat și un al treilea jucător: Polonia, cu regimul său autoritar condus de Józef Beck. Polonia și Ungaria luau în considerare atacuri coordonate asupra Cehoslovaciei, pentru ca Polonia să obțină Těšín și alte mici regiuni, iar Ungaria să obțină Slovacia și Rutenia Subcarpatică. Realizarea acestui plan întâmpina, însă, o dificultate majoră: Ungaria se temea de consecințele unui conflict militar cu Cehoslovacia (așa cum a spus-o și Horthy la 16 octombrie 1938: 
| “ | O intervenție militară ungurească ar fi un dezastru pentru Ungaria, pentru că armata cehoslovacă are în prezent cele mai bune arme din Europa și Budapesta se află la doar 5 minute de graniță pentru un avion cehoslovac. M-ar neutraliza înainte să mă dau jos din pat. | ” |

Cât despre Polonia, Adolf Hitler avea alte planuri vis à vis de această țară (vezi Invadarea Poloniei (1939)).
Deoarece Ungaria nu dorea un conflict armat, a încercat să obțină teritoriile dorite pe căi diplomatice. Încă din noiembrie 1937, Hitler promisese Ungariei o porțiune nespecificată din Cehoslovacia. La începutul lui 1938, reprezentanții Ungariei și ai partidelor politice maghiare și germane din Cehoslovacia au lucrat asiduu pentru dezintegrarea acesteia. La 11 februarie 1938, aceste părți au ajuns la un acord la Budapesta ca „Cehoslovacia să fie divizată”. În zilele de 17 și 18 aprilie 1938, Contele Janos Eszterházy, lider al minorității maghiare din Cehoslovacia, a prezentat la Varșovia, capitala Poloniei, un plan trasat de guvernul ungar care avea scopul de a diviza Cehoslovacia și de a încorpora Slovacia Ungariei. Miklós Kozma, palatin al Regentului maghiar Miklós Horthy, a recunoscut deschis, un an mai târziu, la 12 aprilie 1939 — după Primul Arbiraj de la Viena — că „revendicările minorităților maghiare din țările vecine au fost doar tactici îndreptate către implementarea unui scop strategic — restaurarea unei Ungarii Mari care să ocupe întregul Bazin Carpatic”.
La 30 septembrie 1938, a fost finalizat Acordul de la München privind populația germană din Cehoslovacia. În urma presiunilor din partea Poloniei și Ungariei, acordului i s-au adăugat protocoale suplimentare. Acestea stipulau că Cehoslovacia trebuie să rezolve și revendicările minorităților maghiară și polonă într-un termen de trei luni, prin negocieri bilaterale; altfel, chestiunile respective aveau să fie rezolvate de către cei patru semnatari ai Acordului de la München, și anume Germania, Italia, Franța și Regatul Unit).
Polonia, însă, a ocupat orașul Těšín și o regiune de 1000 km² din jurul acestuia, cu populație majoritar polonă, aflat în nordul Moraviei încă din 1 octombrie, în urma revendicărilor adresate Cehoslovaciei cu 10 zile mai înainte 21 septembrie. Negocierile cerute de Acordul de la München au început abia pe 25 octombrie 1938. Ca rezultat, pe 1 decembrie, Polonia a primit și alte teritorii, de această dată în nordul Slovaciei, în total 226 km², cu 4.280 de locuitori, din care mai puțin de 0.3% erau etnici poloni.
În urma ocupării, la începutul lui octombrie 1938, a regiunilor de frontieră a părții cehe a Cehoslovaciei de către Germania, conform cu Acordul de la München, teritoriile cehoslovace Slovacia și Rutenia Subcarpatică au primit autonomie în cadrul Cehoslovaciei, la 6 octombrie, respectiv 11 octombrie. În noiembrie 1938, Rutenia Subcarpatică a fost redenumită "Ucraina Carpatică" sau "Carpato-Ucraina."

### Negocierile
Invocând stipulările Acordului de la München cu privire la negocieri, Ungaria a cerut, la 1 octombrie, ca Cehoslovacia să înceapă negocierile. Sub presiune internațională, și în fața activităților diversioniste ale unor grupuri special pregătite de partizani maghiari, trimise mai ales în zonele de graniță — din care 350 au fost prinse —, Cehoslovacia a acceptat să înceapă negocierile, care au avut loc între 9 și 13 octombrie 1938, la Komárno, pe malul nordic (slovac) al Dunării, mal opus celui unguresc.
Delegația cehoslovacă era condusă de primul ministru al Slovaciei autonome, Jozef Tiso, și îi avea în compunere pe Ferdinand Durčanský, ministru de Justiție în cabinetul slovac, și pe generalul Rudolf Viest. Guvernul de la Praga (guvernul central al Cehoslovaciei) era reprezentat de către Dr. Ivan Krno, director politic în Ministerul Cehoslovac al Afacerilor Externe, cu rang de ambasador extraordinar și ministru plenipotențiar. Rutenia Subcarpatică autonomă a fost reprezentată de I. Parkányi, ministru fără portofoliu, în guvernul rutean. Delegația ungară a fost condusă de ministrul de Externe, Kálmán Kánya, și de ministrul Educației, Pál Teleki. Delegația cehoslovacă (cea slovacă, în special) era neexperimentată și nepregătită, deoarece a avut de rezolvat numeroase alte probleme interne în regiunile autonome proaspăt create, Slovacia și Rutenia Subcarpatică. Delegația ungară, pe de altă parte, era compusă din persoane experimentate, iar guvernul ungar a avut posibilitatea să discute, în avans, pe 8 Octombrie, negocierile. Instrucțiunile guvernului ungar erau tranșante: "nu negociați, doar cereți".
Diferența de bază dintre argumentele celor două părți a fost aceea că partea ungară a prezentat rezultatele recensământului din 1910, (așa cum a făcut și Germania în timpul conferinței de la München), în timp ce Cehoslovacia a prezentat cifrele mai recente, din 1930, a contestat validitatea recensământului din 1910, iar mai târziu a prezentat cifre din recensăminte ungurești dinainte de 1900, când procesul de maghiarizare și asimilare etnică spontană nu avansaseră atât de mult ca până în 1910. Unul din motivele principale pentru discrepanțele între proporțiile etnice indicate în recensământul unguresc din 1910 și cel cehoslovac din 1930 a fost numărul mare de persoane de origine mixtă, sau persoane bilingve slovaco-maghiare, care se puteau declara, la fel de bine, fie slovaci, fie maghiari. Un alt motiv pentru diferențele mari între cele două recensăminte a fost acela că ambele state au preferat să ocupe posturile din administrația publică cu membri ai națiunii care a format statul respectiv, a căror loialitate față de stat nu putea fi pusă la îndoială. Aceasta a însemnat că un număr mare de funcționari publici și intelectuali maghiari au părăsit Cehoslovacia după tratatul de pace de la Trianon, și aceeași tendință s-a putut observa după Primul Act de la Viena, de această dată în detrimentul populației slovace.
Ca un semn de bunăvoință, delegația cehoslovacă a oferit Ungariei nodul de cale ferată de la Slovenské Nové Mesto (până în 1918 o suburbie a orașului unguresc Sátoraljaújhely), precum și orașul Šahy (în maghiară: Ipolyság). Ambele au fost ocupate de Ungaria la 12 octombrie.
La începutul negocierilor, Ungaria a pretins teritoriile Slovaciei de sud și ale Ruteniei Subcarpatice până la și incluzând linia definită de Devín (în maghiară: Dévény) - Bratislava (Pozsony) - Nitra (Nyitra) - Tlmače (Garamtolmács) - Levice (Léva) - Lučenec (Losonc) - Rimavská Sobota (Rimaszombat) - Jelšava (Jolsva) - Rožňava (Rozsnyó) - Košice (Kassa) - Trebišov (Tőketerebes) - Pavlovce (Pálócz) - Ujhorod (în slovacă: Užhorod, în maghiară: Ungvár) - Muncaci (Mukačevo, Munkács) - Vynohradiv (Nagyszőlős, Seleușu Mare). În 1930 porțiunea slovacă a acestui teritoriu (12,124 km², aproximativ 85% din total) era populată de 550.000 de maghiari și 432.000 de slovaci (conform recensământului din 1930), și reprezenta 23% din populația totală a Slovaciei. Ungurii au mai cerut un plebiscit în restul teritoriului Slovaciei, în care slovacii să spună dacă doreau sau nu să fie încorporați în Ungaria.
Delegația cehoslovacă a oferit Ungariei crearea unui teritoriu maghiar autonom în cadrul Slovaciei, dar Kánya a caracterizat această propunere ca pe o „glumă”. Cehoslovacia a oferit, apoi, cedarea fâșiei Žitný ostrov (în maghiară: Csallóköz, cu o suprafață de 1838 km² și 105.418 locuitori), crearea unui port liber în orașul Komárno (Komarom - în limba slovacă), și un schimb de populații în restul regiunilor de frontieră. Deoarece Ungaria a refuzat și această ofertă, la 13 octombrie delegația cehoslovacă a propus o altă soluție, care ar fi avut ca rezultat rămânerea în Ungaria a unui număr de slovaci și ruteni apropiat de cel al maghiarilor care ar fi rămas în Cehoslovacia. Această propunere însemna ca Cehoslovacia să păstreze principalele orașe din regiune: Levice (Léva), Košice (Kassa) și Ujhorod (Ungvár). Dar și această ofertă a fost considerată inacceptabilă de Ungaria; de asemenea, nu era clar de ce rutenii, o minoritate în ambele țări, contau ca slovaci în propunerea slovacă. În seara de 13 octombrie, după consultări la Budapesta, Kánya a declarat că negocierile au eșuat, fără a prezenta vreo contraofertă ungară.

### După negocieri
Pe 5 octombrie 1938, Germania a decis, intern, că "din motive militare, o frontieră ungaro-polonă nu este de dorit" și că "este în intersul militar al Germaniei ca Slovacia să nu fie separată din Uniunea Cehoslovacă, ci să rămână în cadrul ei, sub o puternică influență germană."
Pe 13 octombrie (ziua în care negocierile au fost înghețate) Ungaria a efectuat o mobilizare parțială și, puțin mai târziu, Cehoslovacia a declarat lege marțială în regiunea sa de frontieră. Ungaria a trimis delegații și în Italia și în Germania. Contele Csáky a mers la Roma, și Italia a început pregătirile pentru o conferință a celor patru puteri, similară cu cea care a produs Acordul de la München. La 16 octombrie emisarul ungar în Germania, Kálmán Darányi, i-a spus lui Hitler că Ungaria este gata de luptă. Hitler a reacționat acuzând Ungaria că l-a mințit când a pretins că slovacii și rutenii doresc cu orice preț unirea cu Ungaria, și a spus că dacă Ungaria declanșează un conflict, nimeni nu va fi de partea ei. El a sfătuit Ungaria să continue negocierile și să respecte principiul etnic. Hitler a arătat, de asemenea, că Ungaria nu va primi orașul (în mare parte german) Bratislava, deoarece germanii nu doreau să existe ca minoritate în Ungaria datorită faptului că tratamentul controversat aplicat de Ungaria minorităților sale era bine cunoscut în Germania. Ca rezultat al acestei conversații, Ribbentrop, în cooperare cu Ungaria și în prezența ministrului de externe cehoslovac (mai precis, ceh) František Chvalkovský, a substituit propunerea Ungară cu o nouă propunere de frontieră, "linia Ribbentrop". Aceasta se apropia mai mult de principiul etnic (spre exemplu, Bratislava și Nitra rămâneau în Slovacia), dar, în realitate, nu diferea mult de propunerea ungurească. În timpul trasării acestei linii, Ribbentrop a contactat Italia și i-a spus să renunțe la planurile de conferință, deoarece Germania prefera să acționeze "în spatele cortinei".
În Praga, ministrul de externe cehoslovac a recomandat acceptarea liniei Ribbentrop. Pe 19 octombrie, însă, reprezentanții slovaci Tiso și Ďurčanský s-au întâlnit cu Ribbentrop la München și — arătându-i statistici care demonstrau puternica maghiarizare din Regatul Ungariei în secolul al XIX-lea (care îi îngrijora și pe germani) — au reușit să-l convingă să lase orașul Košice Cehoslovaciei și să accepte principiul că ar trebui să rămână tot atâția slovaci și ruteni în Ungaria câți maghiari rămân în Cehoslovacia. După câteva zile, Ribbentrop s-a arătat relativ ostil către unguri, ceea ce l-a determinat pe ministrul de externe al Italiei, Galeazzo Ciano, să afirme: "Adevărul este că el intenționează să protejeze Cehoslovacia cât de mult poate și să sacrifice ambițiile, chiar și cele legitime, ale Ungariei".
După 17 octombrie, activitățile din jurul Ruteniei Subcarpatice s-au intensificat. Polonia a propus o împărțire a Ruteniei Subcarpatice între Ungaria, Polonia și România. România, fidel aliat al Cehoslovaciei împotriva Ungariei, a refuzat propunerea, oferind chiar și ajutor militar pentru Cehoslovacia în Rutenia. Ungaria, la rândul său, a încercat să convingă reprezentanții carpato-ruteni să devină parte a Ungariei. Deoarece o frontieră comună polono-ungară, care ar fi reieșit din anexarea de către Ungaria a Ruteniei Subcarpatice, era o dorință mai veche a Poloniei și Ungariei, Polonia a început să mute trupe în regiune pentru suport.  Deoarece o frontieră polono-ungară ar fi însemnat o flancare a Germaniei, aceasta era dispusă să tolereze o asemenea frontieră doar dacă Polonia ar fi compensat-o cedându-i coridorul Danzig către Prusia Orientală. Polonia,însă, a refuzat propunerea germană. Pe 20 Octombrie, rutenii au venit cu o rezoluție mai mult sau mai puțin în favoarea unui plebiscit privind încorporarea întregii regiuni subcarpatice în Ungaria. Cinci zile mai târziu, primul ministru rutean Andriy Borody a fost arestat la Praga, și Ministrul de Externe rutean Avhustyn Voloshyn a fost numit prim ministru în locul lui. El era dispus să considere doar cedarea teritoriilor majoritar maghiare către Ungaria și respingea ideea unui plebiscit.

### Reluarea negocierilor
Între timp, negocierile dintre Cehoslovacia și Ungaria s-au reluat prin canale diplomatice. Ca rezultat al vizitei slovacilor la München, în 19 octombrie, Cehoslovacia a făcut "A treia ofertă teritorială" (22 octombrie):  cedarea către Ungaria a 9.606 km² din sudul Slovaciei și,în plus, 1.694 km² din Rutenia Subcarpatică; Cehoslovacia urma să păstreze Bratislava, Nitra și Košice. Ungaria a refuzat propunerea și a cerut ca teritoriile oferite de Cehoslovacia să fie ocupate imediat de Ungaria, iar în restul teritoriilor disputate să se efectueze plebiscite, astfel ca Rutenia "să-și decidă singură viitorul" (să se unească cu Ungaria). Ungaria a avertizat că, dacă Cehoslovacia refuză propunerea, va cere arbitraj italo-german (în Slovacia de vest) și italo-germano-polon (în Slovacia de est și în Rutenia Subcarpatică). Cehoslovacia a respins cererile, dar a acceptat arbitrajul. Avea motive pentru aceasta, altele decât presiunea internațională: nu numai că guvernul ungar colabora cu Hitler, ci și noul guvern autonom slovac (spre exemplu, prin întâlnirea din 19 Octombrie cu Ribbentrop). Ambele părți sperau că Germania le va susține cerințele. Între timp, Marea Britanie și Franța au anunțat lipsa de interes în arbitraj, dar au rămas pregătite pentru o conferință a celor patru puteri, dacă ar fi fost cazul.

### Înainte de arbitraj
Cehoslovacia, însă, a subestimat influența Ungariei asupra Italiei. Ungaria a reușit să convingă Italia că influența Germaniei exercitată prin Cehoslovacia putea fi eliminată de o Ungarie puternică, care, bineînțeles, ar susține Italia. În consecință, pe 27 octombrie, la Roma, ministrul de externe italian, Ciano, l-a convins pe Ribbentrop — care, între timp, se răzgândise și acum susținea o conferință a celor patru puteri — că arbitrajul germano-italian ar fi fost o idee bună, pentru că ar fi o mișcare majoră împotriva influenței franco-britanice. După multe ezitări, Ribbentrop a fost convins și că actul de arbitraj ar urma să depășească limitele principiului etnic, în sensul că, în primul rând, ar trebui să dea Ungariei orașele cehoslovace Košice, Ujhorod și Muncaci. Dar cedarea celor două orașe carpato-rutene însemna ca toată Carpato-Ucraina să fie privată de centrele sale economice și să nu poată supraviețui. Bineînțeles, Cehoslovacia nu știa de această schimbare de atitudine a lui Ribbentrop, și încrederea liderilor slovaci într-o decizie favorabilă din partea Germaniei era decisivă în acceptarea de către ei a arbitrajului.
La 29 octombrie 1938, Cehoslovacia și Ungaria au cerut, oficial, Germaniei și Italiei să arbitreze, și au declarat în avans că vor accepta rezultatele.

## Arbitrajul

### Delegațiile
Actul a fost realizat la Viena de către miniștrii de externe ai Germaniei (Joachim von Ribbentrop) și Italiei (Galeazzo Ciano).
Delegația ungară a fost condusă de ministrul de externe Kálmán Kánya, însoțit de Pál Teleki, ministrul educației .
Delegația cehoslovacă a fost condusă de ministrul de externe František Chvalkovský și Ivan Krno. Printre membrii importanți ai delegației cehoslovace s-au numărat reprezentanții Ruteniei Subcarpatice (primul ministru Avhustyn Voloshyn) și al Slovaciei (primul ministru Jozef Tiso și Ministrul Justiției Ferdinand Ďurčanský.

### Arbitrajul
Arbitrajul a început la Palatul Belvedere din Viena, în 2 noiembrie 1938, la orele prânzului. Era prezent și Hermann Göring. Delegațiilor cehoslovacă și ungară li s-a permis să-și susțină argumentațiile. Kanya a fost "amar și argumentativ," Teleki a fost "calm și mai bine documentat." Chvalkovsky a fost succint și a lăsat misiunea de a prezenta cauza cehoslovacă în seama ministrului Krno. Ribbentrop, apoi, i-a împiedicat pe primul ministru slovac Tiso și pe primul ministru rutean Voloșin să-și prezinte, oficial, opiniile.
Cei doi arbitri, Ribbentrop și Ciano, și-au continuat conversațiile cu delegații la masa de prânz și, apoi, s-au retras în camere separate, unde au polemizat asupra unei hărți. Ciano, protejând interesele ungare, a căutat să mute noua frontieră spre nord; Ribbentrop, protejând interesele cehoslovace, a căutat să o mute în direcția opusă. Datorită nepregătirii și indolenței lui Ribbentrop, ministrul de externe italian a avut câștig de cauză. Când actul a fost anunțat în jurul orei 7 p.m., delegația cehoslovacă a fost atât de șocată încât Jozef Tiso a trebuit să fie convins de Ribbentrop și Chvalkovský să semneze documentul.

### Prevederile actului

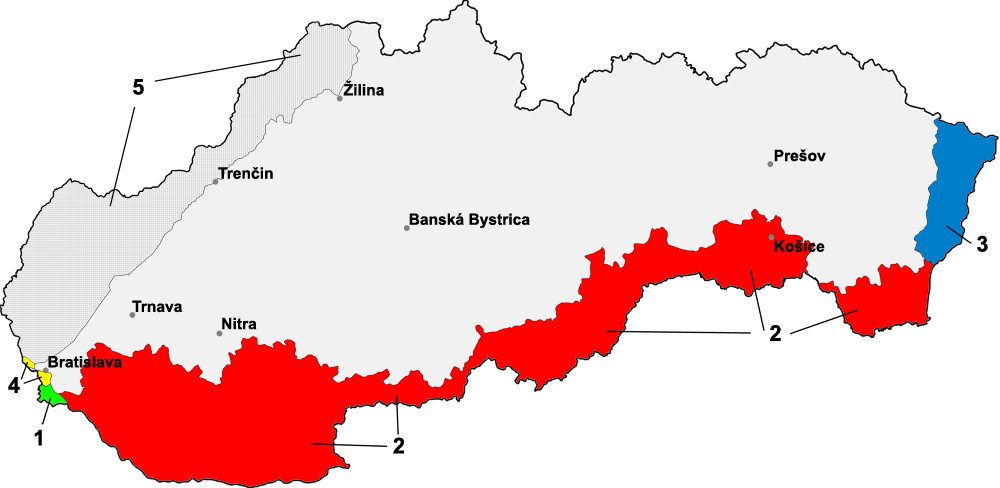
Zonele din Slovacia de astăzi atribuite atunci Ungariei:
1 - Capul de pod Bratislava, până pe 15 octombrie 1947 teritoriu maghiar
2 - Slovacia de Sud, atribuită din 2 noiembrie 1938 până în 8 mai 1945 Ungariei
3 - Teritorii din Slovacia de Est în apropierea orașelor Stakčín și Sobrance, atribuite Ungariei, ca urmare a războiului din perioada 4 aprilie 1939 până în 8 mai 1945
4 - Devín și Petržalka,atribuite din 1 noiembrie 1938 până în 1945 Germaniei
5 - Zona germană de protecție, definită ca urmare a tratatului de protecție din 23 martie 1939

Cehoslovacia se obliga să cedeze teritoriile din sudul Slovaciei și sudul Ruteniei de la sud de linia (și inclusiv orașele) Senec - Galanta - Vráble - Levice - Lučenec - Rimavská Sobota - Jelšava -Rožnava -Košice - Michaľany - Veľké Kapušany - Uzhhorod - Mukachevo - până la granița cu România. Astfel, Cehoslovacia a păstrat orașele din vestul Slovaciei, Bratislava și Nitra, în timp ce Ungaria recupera cele trei orașe estice disputate, precum și cele patru din zona centrală.

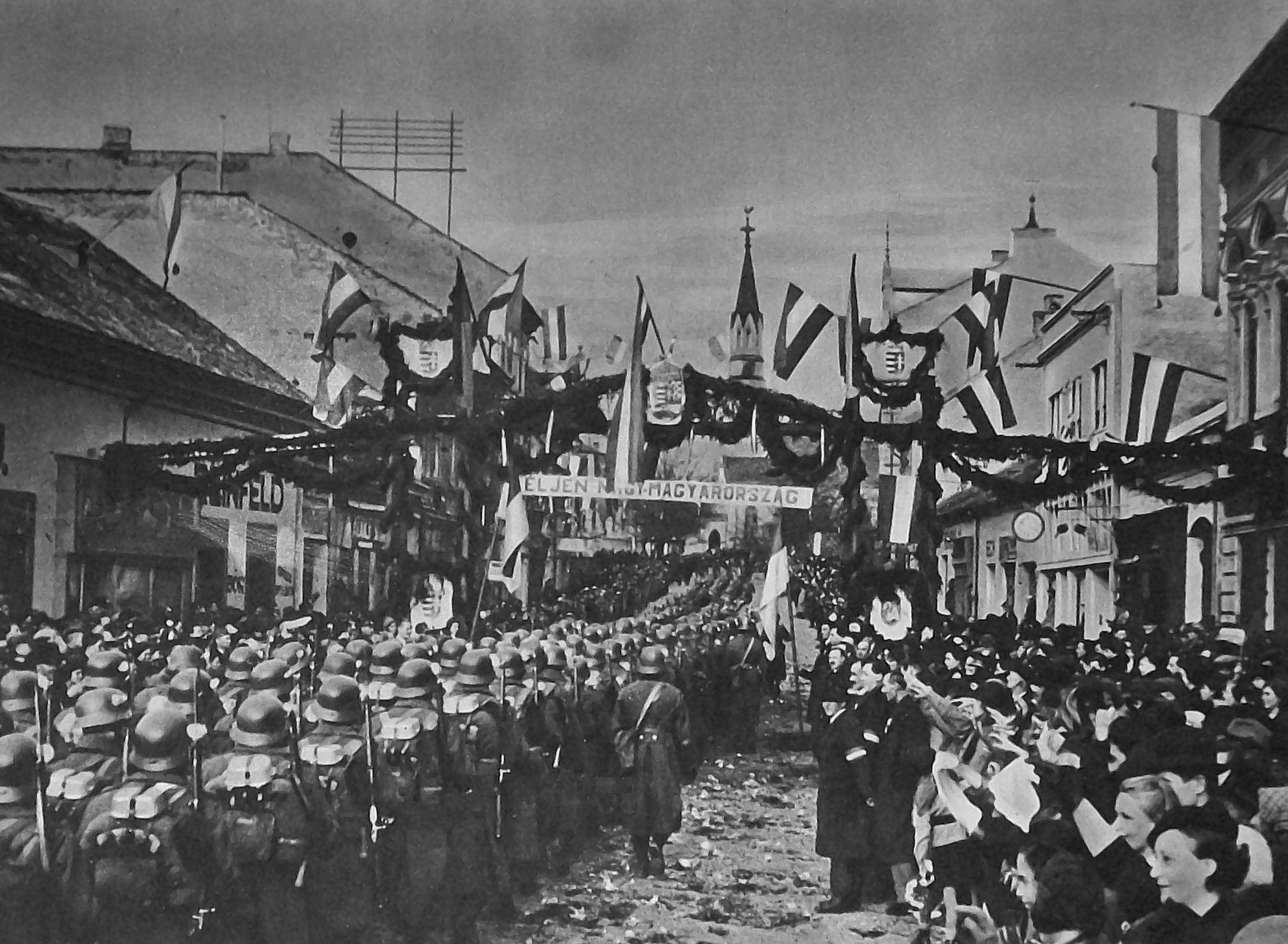
Trupele maghiare au ocupat Lučenec

Aceste teritorii au însumat 11.927 km² (10.390 dintre ele reprezintă în 2006 Slovacia de astăzi, restul Carpato-Ucraina) cu aproximativ 1.060.000 de locuitori. Conform ultimului recensământ cehoslovac dinaintea actului de la Viena, partea slovacă a acestui teritoriu avea 852.332 de locuitori:
- 506,208 (59%) maghiari,
- 290,107 (34%) slovaci,
- 26,227 (3,07%) evrei,
- 13,184 (1,5%) germani,
- 1,892 (0,2%) ruteni, și
- 14,714 (1,7%) alte naționalități.

Conform unui recensământ ungar die la sfârșitul anului 1938, existau doar 121.603 de slovaci în teritoriile în chestiune; conform unui alt recensământ ungar din anul 1941, numărul maghiarilor era de 751.944 (86.5%) dintr-un total al populației de 869.299 și numărul slovacilor scăzuse la 85.392 (9,8%). 70.000 de maghiari, conform surselor ungare (67.000, conform celor slovace) au rămas în partea neanexată a Slovaciei. Aceste schimbări spectaculoase dintre 1930 și 1941 sunt, în principal, efectul schimbărilor oportuniste de identitate, cum s-a mai discutat mai sus, care a avut ca rezultat faptul că majoritatea persoanelor bilingve care s-au declarat slovaci în 1930, au preferat să se declare maghiari în 1941. Al doilea motiv important este întoarcerea funcționarilor maghiari și înlocuirea celor slovaci. Din aceste două motive principale, au reapărut proporțiile etnice din 1910 în regiune. Este de notat că, din nou, din aceleași motive, proporțiile maghiarilor au scăzut la nivelul din 1930 imediat după ce teritoriile au fost reanexate de Cehoslovacia după sfârșitul celei de-a doua conflagrații mondiale.
Deși, analog cu Acordul de la München, actul trebuia să prevadă cedarea unor teritorii care, conform recensământului din 1910 — ultimul recensământ unguresc efectuat cât timp Slovacia și Rutenia făceau încă parte din Regatul Ungariei —, aveau peste 50% maghiari, în realitate, actul era contrar chiar și vechiului recensământ în câteva regiuni, mai ales în zonele rurale de lângă Košice, Bratislava (orașul propriu-zis avea o majoritate germană relativă în 1910), Nové Zámky, Vráble, Hurbanovo și Jelšava. Dacă se ia ca bază recensământul cehoslovac, apar mai multe încălcări ale principiului etnic: slovacii constituiau majoritatea în 182 de comunități din cele 779 cedate și reprezentau 60% din populația orașului Košice și 73% din cea a districtului Vráble, ambele cedate Ungariei.
Slovacia și-a pierdut 21% din teritoriu, 20% din capacitatea industrială, peste 30% din terenul arabil, 27% din stațiile electrice, 28% din zăcămintele de minereu de fier, peste 50% din podgorii, 35% din porcine, și 930 km de cale ferată. Estul Slovaciei și-a pierdut orașul central (Košice), astfel că estul Slovaciei și multe orașe din sudul Slovaciei și-au pierdut legăturile feroviare cu restul lumii, deoarece singurele lor căi ferate treceau prin teritoriile anexate, iar granițele au fost închise. Carpato-Ucraina a fost privată de cele două orașe principale ale sale, Ujhorod și Munkacevo, și de toate regiunile sale fertile.
În plus, actul stipula că „ambele părți acceptă actul de arbitraj ca frontieră definitivă”. Această prevedere, însă, a fost, în curând, violată de Ungaria, după cum se va specifica mai jos.

## Consecințe
Actul a fost, evident, nefavorabil Slovaciei și Poloniei. Faptul că restul Slovaciei a rămas o entitate separată a permis Germaniei să obțină controlul asupra acestui teritoriu strategic din Europa Centrală și, mai târziu, să îndrepte Ungaria și Slovacia una împotriva celeilalte, amândouă încercând să câștige aprobarea Germaniei.

### Urmările Actului de la Viena
La scurt timp după anunțarea actului, János Eszterházy, un lider maghiar din Slovacia, a propus ca Ungaria să returneze Slovaciei 1000 km² din teritoriul primit, mai exact, regiunile predominant slovace din districtele Šurany (în maghiară Nagysurány) și Palárikovo (în maghiară Tótmegyer) pentru a asigura coexistența pașnică pe termen lung între cele două națiuni. Propunerea sa a fost ignorată la Budapesta.
Teritoriile cedate au fost ocupate de honvezii maghiari (Magyar Királyi Honvédség) între 5 și 10 noiembrie 1938. La 11 noiembrie, regentul Ungariei Miklós Horthy a intrat oficial în principalul oraș, Kosice (în maghiară Kassa). Până atunci, 15.000 de cehi și slovaci (cehii se stabiliseră aici după 1919) părăsiseră orașul; încă 15.000 aveau să o facă și ei până la sfârșitul lunii, lăsând în urmă aproximativ 12.000 de slovaci și aproape nici un ceh.
"Teritoriile Felvidék" au fost încorporate Ungariei la 12 noiembrie 1938, printr-un act al parlamentului ungar. Teritoriul ocupat a fost împărțit în două județe cu reședințele la Nové Zámky și Levice, iar alte părți au fost date altor județe ungare.
Deoarece frontiera stabilită de act fusese trasată pe o hartă cu scară mare, în timpul procesului de delimitare, Ungaria a putut deplasa frontiera efectivă și mai la nord, Cehoslovacia nu a mai vrut să protesteze, deoarece guvernul se temea de un nou arbitraj.
Sub presiunea lui Hitler, la 14 martie 1939, Slovacia și-a declarat independența, Cehoslovacia încetându-și, astfel, după două decenii, existența. Două zile mai târziu, Hitler a informat Ungaria că i se permite să ocupe restul Ruteniei în 24 de ore, dar că nu avea voie să se atingă de restul Slovaciei, pe care Hitler voia să o transforme într-un aliat german cu poziție strategică, mai ales pentru planificata invazie a Poloniei. La 14–15 martie, ce a mai rămas din Rutenia și-a declarat independența. Între 15 și 18 martie, printr-o directă încălcare a Actului de la Viena, "Carpato-Ucraina" (cu o populație minoritar maghiară) a fost ocupată de Ungaria. Din Carpato-Ucraina, Ungaria a ocupat pe 15 martie și o mică parte din Slovacia. Nevăzând vreo reacție substanțială, la 23 martie, Ungaria a lansat un atac și mai puternic împotriva Slovaciei de est. Planul era de a "avansa cât de mult este posibil spre vest". După un scurt război ungaro-slovac (cu câteva raiduri aeriene ungare, ca cel din 24 martie asupra orașului Spišská Nová Ves), Ungaria a fost forțată de Germania să se oprească și să negocieze. Ca rezultat al negocierilor, din 27 martie–4 aprilie), Ungaria a mai primit teritorii în estul Slovaciei (1.897 km²) cu 69.630 de locuitori, aproape exclusiv slovaci sau ruteni. Aceasta a fost o nouă violare a Actului de la Viena.

### Viața în teritoriile anexate
Deși, inițial, honvezii au fost primiți cu brațele deschise de majoritatea maghiarilor în teritoriile anexate, în curând inscripțiile de pe ziduri s-au transformat din Mindent vissza! („Totul înapoi!” — adică, toată Slovacia) în Minden drága, vissza Prága! („Totul e scump — înapoi la Praga!”) iar oamenii spuneau, Nem ezeket a magyarokat vártuk ("Nu ăștia sunt maghiarii pe care îi așteptam"). Autorul maghiar K. Janics a scris, în 1994, că 90% din maghiarii din teritoriile anexate au salutat anexarea, dar până în vara lui 1939 aceiași maghiari ar fi preferat să se separe de Ungaria. Obiecțiile lor nu erau împotriva Ungariei, cât împotriva regimului autoritar al lui Miklós Horthy, care guverna Ungaria din 1920 și care perpetuase înapoierea economică și politică în care țara rămăsese după Primul Război Mondial. A fost exact opusul a ceea ce s-a întâmplat în Cehoslovacia după același război: în Ungaria orele de lucru erau mai multe, prețurile mai mari, salariile mai mici, taxele mai mari, nu existau contracte colective de muncă, nu exista ajutor de șomaj, aproape nicio zi de concediu pe an. Populația locală a eșuat în toate încercările de a păstra avantajele sistemului cehoslovac, dar a reușit într-o singură măsură: atât în teritoriile anexate, cât și în restul Ungariei, nivelul de educație minimă obligatorie a fost crescut de la 6 ani (cât era standardul cehoslovac) la 8 ani.
Încălcând prevederile actului, Ungaria a impus dictatura militară în teritoriile anexate (care erau administrate de armată) și nu a promovat minoritățile. Din contra, cetățenii slovaci, ruteni ("ucraineni"), evrei, și, întrucâtva, chiar și cei germani din teritoriile anexate au fost supuși la persecuții.
În particular, "honvezii" (jandarmii unguri) comiteau frecvent acte de violență împotriva slovacilor și au ucis mii de oameni (cel mai bine cunoscut caz s-a petrecut în timpul Crăciunul anului 1938, când jandarmii au tras în slovacii care ieșeau dintr-o biserică, doar pentru că aceștia cântaseră în timpul liturghiei un cântec național slovac. Tribunalele militare speciale care condamnau membri ai rezistenței la moarte sau tortură nu erau ieșite din comun. Jefuirea magazinelor cehești și slovace, precum și a proprietăților din teritoriile anexate erau la ordinea zilei. Multe cărți și biblioteci slovace au fost arse; mii de angajați slovaci și cehi — mai ales din căile ferate sau din serviciile publice — au fost concediați; licențele de comerț pentru slovaci și evrei au fost revocate; preoții care refuzau să oficieze în maghiară erau torturați. Majoritatea școlilor slovace au fost închise (386 de școli primare, 28 licee și 10 gimnazii); protestatarii erau închiși și 862 din cei 1.119 profesori slovaci au fost concediați. Mulți din ei au fost, probabil, printre cei aproape 100.000 de cehi și slovaci care au plecat sau au fost alungați din teritoriile anexate. Deportările au început la 5 noiembrie 1938, în urma unui ordin de la șeful de cabinet al Ungariei, prin care se dispunea ca toți "coloniștii" cehi și slovaci să fie expulzați din teritoriile anexate. Doar când guvernul slovac a replicat cu măsuri împotriva maghiarilor din Slovacia, în noiembrie 1938, Ungaria a început să negocieze. Rezultatul a fost că — așa cum a spus ambasadorul Ungariei la Praga, în Februarie 1939 — "au apărut conflicte emoționale între slovaci și maghiari, conflicte care nu existaseră niciodată înainte."
În plus, autoritățile ungare au recrutat mai ales slovaci, români și ucraineni în Armata a 2-a Ungară, care a fost trimisă în Uniunea Sovietică, în 1942. Această armată a fost înfrântă total la Bătălia de la cotul Donului, soldată cu mii de morți. În legătură cu aceasta, primul ministru ungar Miklós Kállay a spus, la 23 februarie 1943: "Slavă Domnului că pierderile Armatei Ungare nu au afectat prea mult substanța națiunii maghiare, pentru că naționalitățile nemaghiare au pierdut mai multe vieți."
Evreii vorbitori de limba maghiară au fost deportați de un grup kommando condus de Adolf Eichmann după ocuparea Ungariei, la 19 martie 1944 de către Germania (vezi Istoria Ungariei).

### După Al Doilea Război Mondial
După eliberarea de către Armata Roșie a teritoriilor anexate, acestea — ca și Republica Slovacă (stat cu o existență meteorică, în timpul celui de-al Doilea Război Mondial) — au redevenit, imediat, parte din Cehoslovacia. După sfârșitul războiului și până în 1948, maghiarii au fost considerați criminali de război, cu exepția luptătorilor din rezistență care au luptat contra germanilor. Totuși, Aliații nu au permis o deportare a maghiarilor similară cu cea a germanilor din Cehia. Au permis doar un "schimb de populații", prin care 68.407 maghiari au fost mutați în Ungaria, în schimbul slovacilor mutați în Cehoslovacia. Încă 31.780 de maghiari au fost expulzați pentru că veniseră în aceste teritorii după Primul Arbitraj de la Viena. Mai devreme, aproximativ 44.000 de maghiari, precum și 100.000 de slovaci, au fost trimiși sau deportați în Regiunea Sudetă, care fusese depopulată, pentru muncă. După un an sau doi, maghiarilor li s-a permis să se întoarcă în Slovacia de sud, și aproape 24.000 dintre ei au profitat de această oportunitate. Această scurtă perioadă de anarhie s-a terminat cu lovitura de stat comunistă din 1948 (vezi Istoria Cehoslovaciei), în urma căreia maghiarii — spre deosebire de germani — și-au reprimit cetățenia cehoslovacă împreună cu toate drepturile.

### Rolul strategic al graniței ungaro-polone
Până în martie 1939, maghiarii și polonii doreau să-și restabilească granița comună istorică dintre țările lor. După Acordul de la München (30 septembrie 1938), ei au colaborat în acest scop. Un pas către acest scop a fost realizat prin Primul Arbitraj de la Viena (2 noiembrie 1938).
Până în mijlocul lunii martie 1939, Germania a considerat că, "din motive militare, o frontieră comună între Ungaria și Polonia nu este de dorit."  Într-adevăr, când Hitler a autorizat Ungaria, în martie 1939, să ocupe restul Ruteniei, a avertizat-o, totodată, să nu se atingă de restul Slovaciei. El intenționa să se folosească de Slovacia ca teren de pregătire a invadării Poloniei. În Martie 1939, Hitler s-a răzgândit în privința frontierei polono-maghiare și a decis să trădeze aliatul Germaniei, Organizația Naționaliștilor Ucraineni, care, încă din 1938, începuse să organizeze unități militare ucrainene într-un sich de lângă Uzhhorod, sub tutelaj german. Hitler era îngrijorat că, dacă o armată ucraineană organizată în Rutenia ar fi însoțit forțele germane care urmau să invadeze Uniunea Sovietică, naționaliștii ucraineni vor insista să înființeze o Ucraină independentă, ceea ce ar fi deranjat planurile sale expansioniste .
Hitler avea să regrete decizia privind soarta Carpato-Ucrainei. În șase luni, în timpul Invaziei Poloniei din 1939, granița comună ungaro-polonă a devenit de importanță majoră pentru că guvernul amiralului Horthy, recunoscător Poloniei pentru că a ajutat Ungaria să recupereze Rutenia, a refuzat, ca pe o chestiune de "onoare ungară," cererea lui Hitler pentru tranzitarea forțelor germane prin Rutenia Carpatică în sud-estul Poloniei, pentru accelerarea cuceririi Poloniei. În schimb, guvernul de la Budapesta a permis guvernului Poloniei și câtorva zeci de mii de soldați și ofițeri poloni să treacă granița în România și Ungaria, și, de acolo, în Franța și Siria pentru a continua operațiunile ca al treilea beligerant aliat ca forță militară după Regatul Unit și Franța. De asemenea, pentru un timp, agenții de informații din Polonia și Regatul Unit, inclusiv celebra Krystyna Skarbek, au folosit Carpato-Ucraina ca rută de trecere a Munților Carpați în și din Polonia.
Această politică s-a schimbat în octombrie 1948, când parlamentul cehoslovac a restaurat cetățenia cehoslovacă etnicilor maghiari rezidenți în Slovacia la 1 noiembrie 1938, și care nu fuseseră condamnați pentru crime. Această ultimă prevedere a exclus de la reacordarea cetățeniei pe "criminalii de război," o categorie care cuprindea un număr mare de maghiari: membri ai asociațiilor culturale sau sociale maghiare sau ai partidelor politice maghiare; oameni legați direct sau indirect cu administrația ungară dintre 1938 și 1944.

## Anularea
În timp ce al Doilea Război Mondial era încă în desfășurare, Aliații au declarat Primul Arbitraj de la Viena nul și neavenit, deoarece era rezultatul Acordului de la München, care era, de asemenea, nul, fiind considerat un act de violență extremă și o încălcare a legislației internaționale și a acordului din 30 septembrie 1938 dintre Germania și Regatul Unit, care impunea consultări cu aceasta din urmă și cu Franța înaintea realizării unui astfel de act. Aceasta a fost confirmată în Tratatul de Pace cu Ungaria (Tratatul de la Paris) semnat pe 10 februarie 1947, al cărui Articol 1 (4a) specifica: "Deciziile Actului de la Viena din 2 noiembrie 1938 sunt declarate nule și neavenite." Tratatul continua prin a declara că frontiera dintre Ungaria și Cehoslovacia urma să fie fixată pe vechea frontieră dintre Ungaria și Cehoslovacia, așa cum exista ea la 1 ianuarie 1938 (cu excepția a trei sate situate la sud de Bratislava, care au fost date Cehoslovaciei). Uniunea Sovietică a "primit" Carpato-Ucraina de la Cehoslovacia în iunie 1945.